# Crenicara
Crenicara és un gènere de peixos pertanyent a la família dels cíclids que es troba a Sud-amèrica.

## Taxonomia
- Crenicara latruncularium (Kullander & Staeck, 1990)[3]
- Crenicara punctulatum (Steindachner, 1875)[4][5][6][7][8][9][10]